# Вулиця Григорія Гуляницького (Київ)
Ву́лиця Григо́рія Гуляни́цького — вулиця в Солом'янському районі міста Києва, селище Жуляни. Пролягає від вулиці Сергія Колоса до вулиці Степана Рудницького.
Прилучається провулок Павла Лі.

## Історія
Початкова частина виникла в 1-й третині XX століття як одна з нових вулиць села Жуляни (куток Греківщина). Заключна частина сформувалася у 1940-ві роки, мала назву Московська.
Сучасна назва на честь  козацького полковника, командувача оборони Конотопа від московських військ у Конотопській битві 1659 року Григорія Гуляницького — з 2021 року.